# Senninha
Senninha é um personagem de história em quadrinhos inspirado no piloto de Fórmula 1 Ayrton Senna criado por Rogério Martins, um publicitário, e Ridaut Dias Júnior, desenhista da Mauricio de Sousa Produções, em 1994. 
O projeto foi concebido em 1991 e entregue ao pai de Ayrton, Milton da Silva, mas a equipe do piloto não passava para o próprio apesar dos repetidos contatos de Rogério e Ridaut. Quando Senna finalmente viu os esboços na mesa de sua secretária em janeiro de 1994, prontamente se interessou por Senninha e investiu US$2 milhões do próprio bolso no projeto. O personagem foi lançado em 28 de janeiro de 1994, quando Ayrton Senna anunciou o projeto com o intuito de passar para as crianças alguns de seus valores.
Para desenvolver o perfil psicológico dos personagens, Senna contou com a ajuda do psicoterapeuta Jacob Goldberg.

## Enredo
Senninha é um garoto de oito anos que adora corridas. Quando não está na escola, disputa provas numa mini-pista no bairro onde mora. Tem uma turma de amigos, 'pilotos' como ele. É determinado, não gosta de perder e quer ser um piloto de Fórmula 1 quando crescer. Seu antagonista é Braço Duro, que faz de tudo para ser vitorioso usando muita trapaça.

### Personagens
- Senninha: é o principal personagem da série, com características bem semelhantes ao do piloto Ayrton Senna, como cabelos revoltos, nariz de batata e macacão vermelho (como o da McLaren, equipe pela qual Senna se consagrou), além de ser amigável, determinado e, às vezes até, apressado. Tem um grande espirito esportivo, joga sempre limpo, detesta trapaças e, embora detesta perder, aceita a derrota, a menos que ele sinta que há algo de errado (o que, muitas vezes, se prova certo, principalmente quando Braço Duro está envolvido), e, apesar de sua forte rivalidade com Braço, já o ajudou e até lhe salvou a vida várias vezes. Diferente de Braço, que trata os membros de sua equipe como capangas incompetentes, Senninha trata todos os seus amigos como iguais e reconhece as qualidade de cada um deles. Dito ele, ele também é bastante impulsivo, nem sempre pensando antes de agir, às vezes, custa a admitir quando está errado, e pode ser bem temperamental e partir para uma agressão irracional, principalmente para com Braço Duro e Meu Herói. Também é obcecado por carrinhos de brinquedo, principalmente os de controle remoto, e qualquer coisa que envolva corridas ou velocidades, não apenas carros, mas também skates, patins, o que tiver velocidade, além de ser um excelente piloto e tem super velocidade nas pernas também, o que seus pais muitas vezes aproveitam para pedir que ele faça compras no mercado ou na feira, aonde Senninha vai e volta em um segundo (literalmente), sem notar que estão sem querer influenciando a mania do garoto por velocidade, mas às vezes, sua obsessão com velocidade chega a níveis meio exagerados e, em algumas ocasiões, beiram a egoísmo, mas ele sempre concerta o que faz de erro depois que finalmente percebe, demonstrando um bom coração, além de serem características normais de uma criança. Ele também pode ser bem arteiro, bagunçeiro e aprontar várias confusões algumas vezes, como quando tentou pilotar o elevador de um prédio e seu ônibus escolar, seu desempenho na escola é médio, e, embora seja contra trapaças, na maioria das vezes, paga os truques e peças de Braço na mesma moeda, fazendo o feitiço virar contra o feiticeiro, ou simplesmente usando sua esperteza, e adora zoar e provocar Braço, principalmente nas corridas. Bem no início ele vestia um macacão azul (como o da Williams, equipe que Senna defendia na época da criação do personagem) e um capacete simples (até a edição nº10 onde virou um capacete mágico chamado Meu Herói). Tem 8 anos.
- Meu Herói: é o capacete falante do Senninha, pintado no esquema de cores do capacete de Senna (predominantemente amarelo, com uma listra horizontal verde e outra azul). Nas primeiras edições era um capacete normal, porém ganhou vida a partir da 10º edição. Aos olhos de outras pessoas, contudo, é um capacete comum, tanto que somente entidades mágicas e pessoas tão especiais quanto Senninha (como Juan Manuel Fangio, que fez uma aparição póstuma nos quadrinhos, em 1995) podem vê-lo e ouvi-lo. Sua relação com Senninha é meio que de amor e ódio, já que os dois discutem e se provocam o tempo inteiro, mas genuinamente se importam um com o outro, como dois irmãos, com Meu Herói muitas vezes agindo como a voz da razão para Senninha, repreendendo-lhe diante de seus erros, e muitas vezes usando sua mágica para teletransportar o garoto para outros tempos ou histórias fantasiosas com os personagens sendo interpretados pelos amigos de Senninha, geralmente para ensinar alguma lição ao garoto, demonstrando ser bastante sábio embora também brincalhão, várias vezes torrando propositalmente a paciência de Senninha para se divertir, embora o garoto frequentemente retribua a zoeira. Ele ficou presente apenas na primeira série de quadrinhos publicada nos anos 90.
- Neco Chong: no início (até o nº9) ele se chamava Nico. É o melhor amigo de Senninha, e o mecânico e inventor da turma, construindo (e consertando, quando necessário) os carros que Johnny projeta, entre outras coisas. É descendente de chineses e irmão gêmeo da Coni. Apesar de ser inteligente, responsável e sério quando necessário, é muito brincalhão e, às vezes, até arteiro, gostando de pregar peças em seus amigos, como quando fez Johnny acreditar que os simples bombons em seu bolso eram pílulas de invisibilidade. Sonha em ser um grande inventor e demonstra ser capaz, mas, por algumas vezes não prestar atenção em um detalhe em especifico ou seus amigos mexerem nas suas invenções sem saber como elas funcionam, elas acabam não dando tão certo, fazendo com que seus amigos não confiem muito nas suas invenções, a ponto de terem um "abrigo anti-invenções do Neco". Apesar disso, é muito reconhecido pela turma como o melhor mecânico do bairro, e todos sempre confiam nele para consertar qualquer problema que esteja errado com qualquer veículo, não apenas carros. Tem 8 anos.
- Gabi: é a artista da turma e sua sensibilidade vive a flor da pele. Várias vezes, demonstra ter uma queda por Senninha, e, apesar de ser muito amiga de Déia e Coni, sempre compete com elas pela atenção do mini-piloto. Tem 8 anos. Seu nome é uma homenagem de Ridaut à sua filha.[1]
- Becão e Bicão: são os cachorros de estimação do Senninha e são gêmeos. O capacete do Becão é azul com faixa branca e vive pensando e agindo como gente. Já o do Bicão é branco com faixa azul e age como qualquer outro cachorro comum, arrumando confusão por onde passa. "Becão" era um apelido de infância de Senna, derivado de uma de suas primas pronunciando seu primeiro apelido "Caneco" como "Beco".[4]
- Johnny: é o galã da turma e o projetor dos carros nas corridas, e é extremamente narcisista, amando a si mesmo, principalmente o seu rosto, mais do que tudo, além de ser bastante galanteador, dando em cima de várias meninas e até mulheres mais velha que ele acha bonita, sem entender como funciona. Tem 10 anos.
- Tala Larga: o repórter ligeiramente acima do peso da turma, inspirado no locutor Galvão Bueno, que sempre registra as corridas da turma com sua máquina fotográfica, além de sempre agir como o locutor delas, e sempre que pode tenta fazer uma matéria com o Senninha, por quem é fanático ao ponto de não deixar mais nenhum repórter (ou alguém se passando por um repórter) entrevistá-lo, partindo até para agressão, muitas vezes, torrando sem querer a paciência de seu mini ídolo, já que ele parece não saber muito bem o significado da palavra limites, e faz tudo que pode para conseguir uma matéria com ele. Também é bastante guloso, uma vez, usando a desculpa de que fez uma operação no dente e o dentista lhe recomendou tomar bastante sorvete, para simplesmente tomar todos da turma. Está sempre em busca de uma nova matéria para o jornal da turma e da escola, e muitas vezes, se junta as investigações de Déia em busca de uma, apesar de ser um bastante medroso e ficar paralisado sempre que se assusta, mas é capaz de criar coragem e vencer os medos pelos amigos, e é tão obcecado por reportagens e matérias de jornais quanto Senninha é por velocidade, tendo até uma coleção de jornais velhos. Tem 8 anos.
- Déia: é a detetive da turma, muito corajosa, sempre atrás de um mistério para resolver, e muito amiga de Tala Larga, que muitas vezes se junta às suas investigações atrás de uma nova matéria. Apesar de seus amigos não a levarem tão a sério por ela ser meio paranóica às vezes, ela quase sempre acaba tendo razão. Assim como suas amigas Gabi e Coni, tem uma quedinha por Senninha e sempre compete com elas por sua atenção. Tem 8 anos.
- Coni Chong: é irmã gêmea do Neco, melhor amiga de Gabi e Déia, apesar de sempre competir com elas pela atenção de Senninha, por quem as três nutrem uma certa quedinha, e "economista" da turma, sempre atrás de uma forma de ganhar dinheiro, economizando o máximo possível, e divulgar a equipe de corridas, além de expandir a marca. Tem 8 anos.
- Marcha Lenta: é o vagaroso, preguiçoso e dorminhoco da turma. Ele aparece dormindo sempre que pode. Mesmo assim, normalmente interage com o Tala, como seu câmera-man, e gosta muito de passar tempo com seus amigos. Tem 8 anos.
- J.J.: ele é louco pelo basquete (bem como outros esportes, mas mais especificamente aqueles praticados com bola) e por informática, bastante aplicado nos estudos e o único personagem negro da turma, além de ser o mais forte e inteligente, já tendo até dado aulas particulares para Senninha quando seu hiperfoco em corridas afetou negativamente em suas notas, e apesar de ser bem brincalhão, é o mais sério da turma. Tem 10 anos.
- Téo: o irmão caçula do Senninha e o pestinha da turma. De vez em quando provoca Johnny, que não gosta muito dele, além de forçar Senninha a lhe contar histórias de ninar quando seus pais não estão em casa, pois ele só consegue dormir se alguém lhe contar uma história, mas o tiro sempre sai pela culatra quando Senninha cai no sono antes dele. Apesar disso, admira muito o irmão, e sonha em crescer logo para fazer parte de sua turma. Inspirado em Leonardo, irmão mais novo de Ayrton. Tem 6 anos.
- Gigi: a irmã mais velha do Senninha. Ela adora ficar falando no telefone de montão. Inspirada em Viviane, irmã mais velha de Ayrton. Tem 13 anos. Assim como Meu Herói, ela só teve participações na primeira série de quadrinhos publicada nos anos 90.
- Braço Duro: o líder de sua Gang e maior adversário de Senninha; os dois garotos estão quase sempre brigando, se provocando, se zoando, pregando peças um no outro e, muitas vezes, até brigando fisicamente. O motivo principal disso é que, antes de Senninha se mudar para o bairro, ele sempre ganhava as corridas, e por sempre ser derrotado desde então, tem uma obsessão extrema e até exagerada e nenhum pouco saudável em derrotar Senninha em qualquer coisa que ele resolva fazer, além de adorar pregar peças nele, xingá-lo, principalmente de "nariz de batata", e uma vez, até mesmo fazendo desenhos caricatos dele nas paredes da escola, mas Senninha geralmente devolve a implicação, chamando-o de careca, e fazendo seus feitiços virarem contra o feiticeiro, embora Senninha, às vezes, resolva as coisas com Braço a base do soco, ou, pelo menos, tentando, já que ele muitas vezes foge ou se esconde. Braço ama trapacear, odeia regras e sempre tenta dar uma de esperto, não apenas nas corridas, mas também na escola, para escapar de fazer prova, já tendo ficado de recuperação várias vezes, ou esconder algo de seus pais e, diferente de Senninha, Braço trata sua equipe como capangas inferiores, sempre descontando seus fracassos neles. Apesar disso, lá no fundo, mas lá no fundo, mas bem no fundo, mas bem, bem, bem no fundo mesmo, tem um bom coração, coisa que até Senninha reconhece, e também lá bem, bem, bem, bem, bem no fundo mesmo, ele e Senninha são amigos e se respeitam, e, às vezes até brincam juntos de carrinhos de controle remoto de boa, além de Braço genuinamente parabenizar Senninha sem truques quando sua revista completou 100 edições (em uma quebra da quarta parede), embora a rivalidade dos dois garotos seja tão extrema que literalmente todos no bairro conhecem e estranham nas poucas vezes em que se dão bem, podendo até cair para trás.
- Rebimboca: o principal mecânico da Gang. Ele sempre copia as ideias originais dos carros projetados do Johnny. Tem 9 anos.
- Bate-Pino: membro da Gang com gagueira e sempre demora para completar uma frase. Tem 10 anos. Assim como Braço Duro, o nome do personagem foi sugerido pelo próprio Senna.[1]
- Pé-de-Breque: o grandalhão e gorducho da Gang, é o típico personagem "boboca" de quadrinhos. Tem 11 anos.
- Tamborim: o gato mascote da Gang. Pertence ao Braço Duro e sua cor é roxa. Sempre ajuda o resto da Gang nas trapaças, mas várias vezes, reclama de nunca receber crédito por isso, e está sempre fugindo de Bicão.

## Histórias em quadrinhos
A revista em quadrinhos Senninha e sua Turma foi publicada a partir de março de 1994 pela Abril Jovem - antes disso uma edição Nº0 havia sido distribuída gratuitamente em fevereiro em escolas e agências do Banco Nacional. Começou de forma quinzenal durante as nove primeiras edições com 36 páginas em cada revista, com histórias principalmente inspiradas em casos da infância de Senna. Após a morte de Senna em maio de 1994, o gibi passou por mudanças na edição 10, com o aumento do número de páginas de 36 para 68, mudança de periodicidade para mensal, a alteração da cor da roupa do Senninha (que começou com o macacão azul que Senna vestia à época pela Williams, para após a morte mudar para o vermelho no qual Senna foi tricampeão mundial na McLaren) e a introdução do personagem Meu Herói. Porém, voltou a ter 36 páginas e a uma periodicidade quinzenal a partir da edição 34 (outubro de 1996), ao todo, nessa fase, teve 97 números. Logo depois, a publicação se transferiu para a Brainstore, continuando com as edições de nº 98 até a 103. Do primeiro semestre de 2008 a 2009, a revista em quadrinhos passou a ser publicada pela HQM Editora, que por sua vez publicou novas edições começando a contagem do número 1 - não mantendo a ordem original da continuação da Brainstore. Essa fase contou com oito edições. Houve ainda um especial, em formato americano, chamado; Senninha, O Pilotinho-Morcego. A intenção era criar um especial para cada personagem, e Senninha foi escolhido para ser o primeiro personagem, e acabou por ser o único, considerando que a editora não criou um novo número.
Em 2015, o serviço de assinaturas de quadrinhos digitais Social Comics, pertencente a Eleven Dragons Company, assinou um contrato com o Instituto Ayrton Senna para liberar todas as histórias em quadrinhos do personagem. Já em março de 2020, a Social Comics e o Instituto Ayrton Senna liberaram todas as edições de graça.

## Licenciamentos
Ainda em 1994, foram lançados alguns produtos pela Tectoy: Um mini-game, um toca-fitas portátil e um livro para o brinquedo Pense Bem. Softwares com o personagem incluem Pintando com o Senninha da MPO Vídeo, Revistinha do Senninha da MicroPower, e Senninha: Rali dos Números da IDT-COC.
Em 2008, foi lançado Senninha GP, um jogo de corrida originalmente para arcade desenvolvido pela DiverBras Entretenimento.

## Desenho animado
Senninha já teve inúmeras animações para a televisão e internet. Algumas vinhetas do Canal Futura, curtas comerciais como "Dia de Mudança", "O Desafio da Economia", "O Natal do Senninha", a série "Clubinho Honda" e as tiras animadas atualmente podem ser vistas no Youtube. Nas primeiras animações ele teve sua voz feita por Fátima Noya.
Em 2015 ganhou uma série de curtas animados no canal infantil Discovery Kids intitulada Zupt! com o Senninha, produzida pela SuperToons. A mesma série será exibida em 2016 pela primeira vez em Televisão aberta, o canal escolhido foi a TV Cultura, a partir de 21 de março.
Em 27 de agosto de 2018 estreou a série Senninha na Pista Maluca no Gloobinho com produção da SuperToons.
A partir de 24 de julho de 2021, estreou a web-série Game-ventura com o Senninha no canal do personagem no YouTube. Com episódios de duração entre 8 e 9 minutos, as crianças assistem ao desenho, mas também são convidados a participar da trama, através de um jogo onde se deve realizar uma série de movimentos físicos para ajudar os protagonistas nos momentos mais emocionantes da história. Em cada episódio, Senninha e Teo (seu irmão mais novo), entram em ação criando versões super engraçadas de fábulas e heróis já conhecidos, como Chapeuzinho Vermelho, Rapunzel, Batman e Star Wars.

## Causa social
A marca Senninha está estampada em produtos que vão de roupas, calçados e brinquedos a alimentos, produtos de higiene pessoal e pet. O licenciamento do personagem é um dos recursos que mantêm o trabalho do Instituto Ayrton Senna em todo o Brasil para garantir educação pública de qualidade a 2 milhões de alunos a cada ano. 100% dos royalties do licenciamento do personagem são revertidos a esse trabalho.

## Novos rumos
Em 31 de maio de 2016, o Instituto Ayrton Senna divulgou novidades sobre o personagem. Entre elas estão a modernização da identidade visual, uma parceria para o desenvolvimento de uma série de animação para a TV, protagonizada pelo personagem, novas exposições educativas, shows, games, aplicativos, curso de pilotagem e contação de histórias.
O Instituto firmou uma parceria com a produtora "Endemol Shine Brasil" para a distribuição mundial de uma nova série com 26 episódios de 11 minutos cada, para crianças de 3 a 6 anos, denominada Senninha na Pista Maluca. Logo após a estréia da série no canal Gloobinho, a Globosat anunciou que a marca Senninha faria parte de seus produtos licenciados.
Concomitantemente, Senninha ganhou a corrida infantil "Senninha Racing Day", uma analogia à tradicional Ayrton Senna Racing Day. A primeira edição da corrida foi realizada em 4 de dezembro de 2016 em São Paulo no Speedland, espaço dedicado as corridas de kart. Já a edição de 2017 será realizada junto com a Ayrton Senna Racing Day em 8 de outubro no Autódromo de Interlagos.
Outro evento será o "Curso de Pilotagem Infantil do Senninha", igualmente sendo realizado no "Speedland". Além disso, o personagem terá novo portal, com jogos e animações, aplicativo para Tablet e nova página no Facebook. Atualmente, o Instituto já conta com parceria com o Click Jogos, um dos maiores sites de jogos infantis do país, que tem uma página exclusiva com games do personagem.
Outra iniciativa são as exposições em Shoppings Centers em todo o país, com diferentes temas: "Leis de Trânsito", "Pizzaria do Senninha", "Mundo dos Esportes" e "Páscoa".

## Senninha Live
Em abril de 2020 estreou o "Senninha Live", um evento ao vivo no qual o personagem bate papo e brinca com crianças via Facebook ou Instagram. Em cada programa, o personagem conta suas aventuras, participa de jogos e interage com os internautas. As "Lives" vão acontecer uma vez por semana e, para participar, basta entrar no Facebook e Instagram oficiais nos horários e dias informados anteriormente nas redes sociais do personagem.